# Побег с Елисейских полей
«Побег с Елисейских полей» (англ. The Man from Elysian Fields) — американский художественный фильм нуар 2001 года, снятый режиссёром Джорджем Хикенлупером.
Премьера фильма состоялась 13 сентября 2001 года на Международном кинофестивале в Торонто (Канада).

## Сюжет
Психологическая драма о бедном литераторе. После того, как очередная книга начинающего писателя Байрона Тиллера,  провалилась, у него возникли финансовые проблемы, осложнились отношения с женой Диной.
Отчаянно пытаясь изо всех сил свести концы с концами и получить хоть какой-нибудь доход, он встречает элегантного англичанина Лютера Фокса, владельца эксклюзивной службы сопровождения — «мужского эскорта», обслуживающей богатых и утончённых женщин, под названием Elysian Fields, который предлагает ему работу. Байрон принимает предложение Лютера, сохраняя это в секрете от своей любящей жены, уверяя себя, что ограничится походами в оперу и игрой в теннис и не будет изменять своей любящей жене.
Первой его клиенткой оказывается прекрасная Андреа, жена престарелого и больного знаменитого писателя Тобиаса Олкотта, лауреата Пулитцеровской премии и кумира Байрона.
В её роскошном доме Байрон начинает своё грехопадение и понимает, что уйти с Елисейских полей будет непросто… Сложности возникают по мере того, как развиваются отношения с писателем-лауреатом, по существу, повторяются события, изложенные в последней книге Тиллера.

## В главных ролях
- Энди Гарсиа — Байрон Тиллер
- Мик Джаггер — Лютер Фокс
- Джулианна Маргулис — Дина Тиллер
- Оливия Уильямс — Андреа Олкотт
- Джеймс Коберн — Тобиас Олкотт
- Анжелика Хьюстон — Дженнифер Адлер
- Майкл Дес Баррес — Найджел Хэлси
- Ричард Брэдфорд — Эдвард Роджерс